# Eilema sericea
Eilema sericea là một loài bướm đêm thuộc phân họ Arctiinae, họ Erebidae.